# Ponte das Carvalhas
A Ponte das Carvalhas é uma antiga ponte ferroviária da Linha do Tâmega, em Portugal.

## Caracterização
A ponte apresenta um tabuleiro plano, segurado por quatro arcos plenos, com guardas feitas em cantaria; o tabuleiro contém um pavimento em granito e passeios sobre-elevados.

## História
A ponte foi inaugurada em 20 de Março de 1932, como parte do lanço entre Chapa e Celorico de Basto da Linha do Vale do Tâmega. A cerimónia de inauguração incluiu uma visita à ponte.
Devido à reduzida utilização, o troço entre as estações de Amarante e Arco de Baúlhe, no qual se encontrava esta estrutura, foi encerrado ao tráfego a 1 de Janeiro de 1990.
Desde 19 de maio de 2013 faz parte da Ecopista do Tâmega.